# 나카쓰카 아키라
나카쓰카 아키라(일본어: 中塚 明, 1962년 9월 17일~2023년 10월 29일)는 일본의 역사가이자, 교수이다. 나라 여자대학 명예 교수이며, 주 분야는 일본 근대사와 한일 관계사이다.

## 저서
- 『일청 전쟁 의 연구』(아오키 서점, 1968년)
- 『근대 한국과 일본』(삼성당, 1969년/신판, 1977년/제3판, 1994년)
- 『일본에 있어서의 한국사 연구와 그 전망』(「한국문제」 간화회, 1981년)
- 『『헤어보록』의 세계』（미스즈 서방 , 1992년/신장판, 2006년）
- 「근대 일본의 한국 인식」(연문 출판 , 1993년)
- 『역사의 위조를 한다 전사 에서 지워진 일본군의 ‘조선왕궁 점령’ ’
- 『역사가의 일 사람은 왜 역사를 연구하는가』(고문연, 2000년)
- “이것만은 알아 두고 싶은 일본과 한국·조선의 역사”(고문연, 2002년)
- 「현대 일본의 역사 인식 그 자각하지 않을 결락을 묻는다」
- 『시마 요타로 의 역사관 그 ‘조선관’과 ‘메이지 영광론’을 묻는다(고문연, 2009년)
- 『일본의 조선 침략사 연구의 선구 제자 역사가 야마나베 켄타로 와 현대』(다카후미켄, 2015년)
- 『일본인의 메이지관을 다한다』(고문연, 2019년)